# Optioservus canus
Optioservus canus är en skalbaggsart som beskrevs av Chandler. Optioservus canus ingår i släktet Optioservus och familjen bäckbaggar. Inga underarter finns listade i Catalogue of Life.